# Oligodendroglie
Oligodendroglie (sinonim: oligodendrocit, din gr. oligos = puțin, dendron = ramură, kytos = celulă; celulă cu puține ramuri) este un termen ce desemnează celula de suport de dimensiuni mici a sistemului nervos, situată în jurul celulelor nervoase, între fibrele nervoase (sateliți perineurali) și în lungul vaselor de sânge.
Oligodendrogliile sunt mai mici decât astrocitele. Prelungirile sunt mai numeroase și mai scurte, spre deosebire de cele prezente la astrocite.
Oligodendrogliile sunt prezente atât în substanța albă, cât și în substanța cenușie. Prelungirile oligodendrogliilor nu vin în contact cu capilarele, între ele interpunându-se prelungirile lamelare ale astrocitelor.
Rolul principal al oligodendrogliei este de a sintetiza mielina din teaca mielinică a fibrelor nervoase centrale.